# Izes
L'Izes (in russo  Изес?) o Izess è un fiume della Russia siberiana occidentale, tributario di destra del Tartas (bacino idrografico dell'Irtyš). Scorre nei rajon  Kyštovskij e Vengerovskij dell'oblast' di Novosibirsk. 
La sorgente si trova in un'area paludosa tra i fiumi Tara e Tartas. Il corso del fiume è prevalentemente in direzione meridionale; nel basso corso gira a sud-est. Il fiume ha una lunghezza di 121 km; il bacino è di 5 340 km². Incontra il Tartas a 128 km dalla foce.